# Viernes de Dolores
El Viernes de Dolores (también conocido como el Sexto Viernes de Cuaresma)  es el viernes anterior al Domingo de Ramos, comprendido dentro de la quinta semana de la Cuaresma, conocida por la religión cristiana como Semana de Pasión. En algunas regiones es considerado como el inicio de la Semana Santa o Semana Mayor, al iniciarse en éste las procesiones.
Los católicos manifiestan su fervor religioso en la celebración de los Dolores de Nuestra Señora, incluyendo por ejemplo en la liturgia de la Misa la secuencia del Stabat Mater.
En algunos lugares se le denomina Viernes de Concilio y se toma como día de ayuno y abstinencia, quedando prohibido el consumo de carnes.

## Historia de una festividad
Esta antigua celebración mariana tuvo mucho arraigo en toda Europa y América y aún hoy muchas de las devociones de la Santísima Virgen del tiempo de Semana Santa tienen su día festivo o principal durante el Viernes de Concilio, que conmemora los sufrimientos de la Madre de Cristo durante la Semana Santa.
El Concilio Vaticano II consideró, dentro de las diversas modificaciones al calendario litúrgico, suprimir las fiestas consideradas "duplicadas", esto es, que se celebren dos veces en un mismo año; por ello la fiesta primigenia de los Dolores de Nuestra Señora el viernes antes del Domingo de Ramos fue suprimida, siendo reemplazada por la moderna fiesta de Nuestra Señora de los Dolores el 15 de septiembre. Aun así, en la tercera edición del Misal Romano (2000), hay un recuerdo especial a los Dolores de la Santísima Virgen en la celebración ferial de ese día, introducida por San Juan Pablo II.
La Santa Sede y las normas del Calendario Litúrgico contemplan que, en los lugares donde se halle fervorosamente fecunda la devoción a los Dolores de María y en sus calendarios propios sea tenida como fiesta o solemnidad, este día puede celebrarse sin ningún inconveniente con todas las prerrogativas que le son propias. (Cf. Tabla de los días Litúrgicos, Misal Romano)

## Celebración del Viernes de Concilio
Algunas de las manifestaciones de estos días son misas, peregrinaciones y procesiones de la Virgen Dolorosa.

### Panamá
En la histórica ciudad de Natá de los Caballeros, se da inicio la celebración de la Semana Mayor con el Viernes de Dolores, cuya imagen data del Siglo XVI. La antiquísima procesión contempla los dolores de María por el posterior deceso de su hijo.

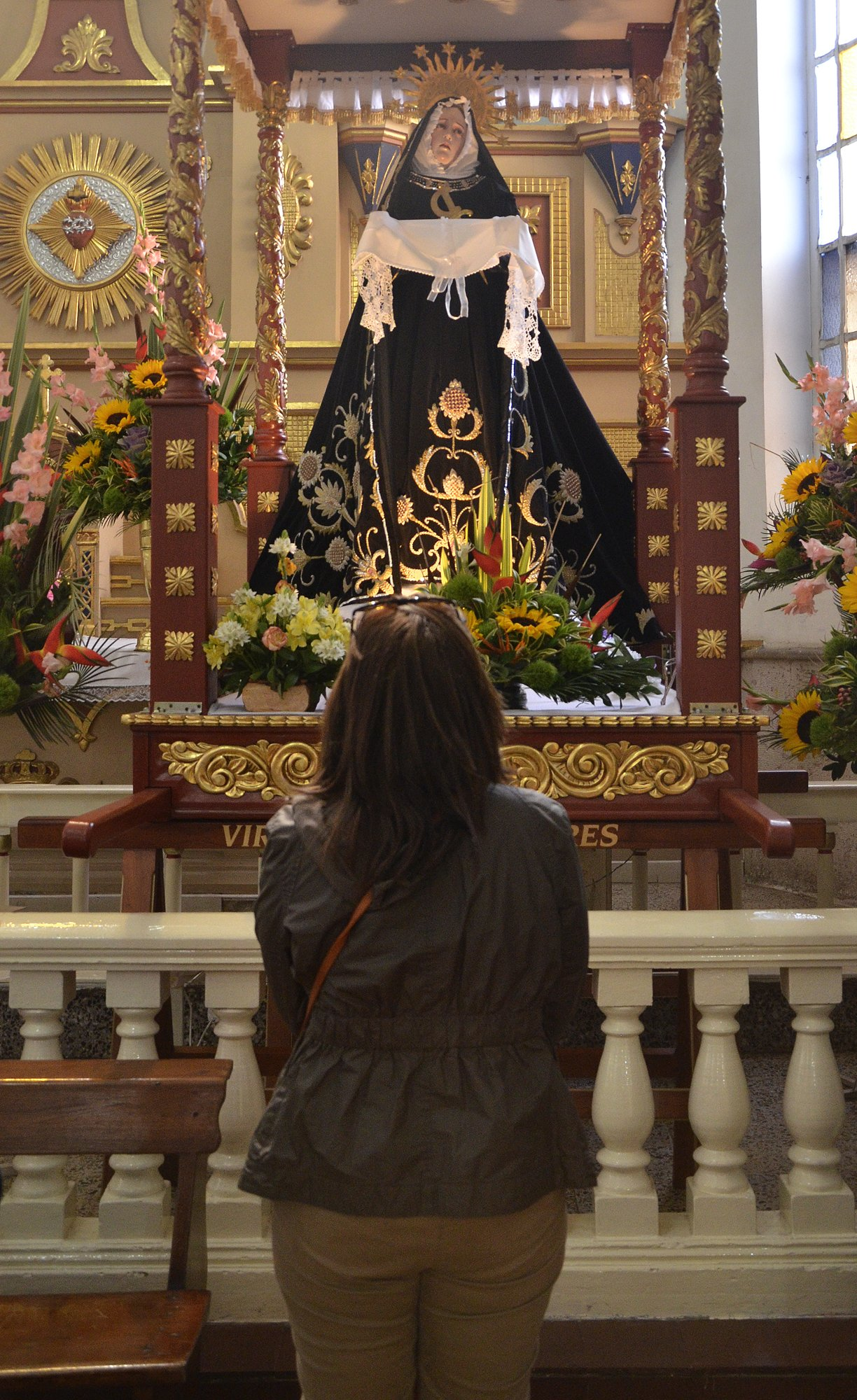
Imagen de la [https://www.facebook.com/AlferezVirgen/ Virgen de los Dolores - Chía

### Colombia
- En Popayán, Colombia, se celebra la Procesión de Viernes de Dolores en la cual la Virgen de los Dolores, está acompañada por las imágenes: San Juan Evangelista, los 5 Misterios Dolorosos y por El Crucifijo de San Agustín, remembrando las primeras procesiones donde estos pasos desfilaban como ejemplos de evangelización, Por ejemplo: La Virgen, simbolizando el dolor de una madre por sus hijos y la sensibilidad de las mujeres, el Crucifijo, símbolo incólume de la evangelización y la Iglesia Católica y el San Juan como muestra del ejemplo de seguidor de Cristo que las personas deben ser: leales e incondicionales con el señor. Esta noche se da inicio a las tradicionales, fervorosas y solemnes procesiones que se celebran durante la Semana Santa y que son Patrimonio Nacional y que están incluidas en la Lista Representativa del Patrimonio Cultural Inmaterial de la Humanidad de la UNESCO

- En Zipaquirá inicia la procesión de Nuestra Señora de los Dolores organizada por los Nazarenos de Zipaquirá.

- De igual manera en Chía-Cundinamarca, siendo el preámbulo inicial a la Semana Mayor, procesiona la imagen de la Dolorosa alrededor del Parque Principal junto a Jesús Nazareno, San Juan, y entre otros santos de la unidad de alférez de la Parroquia Santa Lucía para darle inicio a la Semana Santa. Este primer acercamiento reúne en el municipio a cientos de feligreses en horas de la tarde para marchar en procesión, conmemorando los 7 dolores de la Santísima Virgen. Posteriormente se realiza la celebración eucarística del Viernes de Dolores organizada por los Alférez del paso de la Virgen Dolorosa.

### España
En España dan comienzo en muchos lugares las procesiones de Semana Santa. 

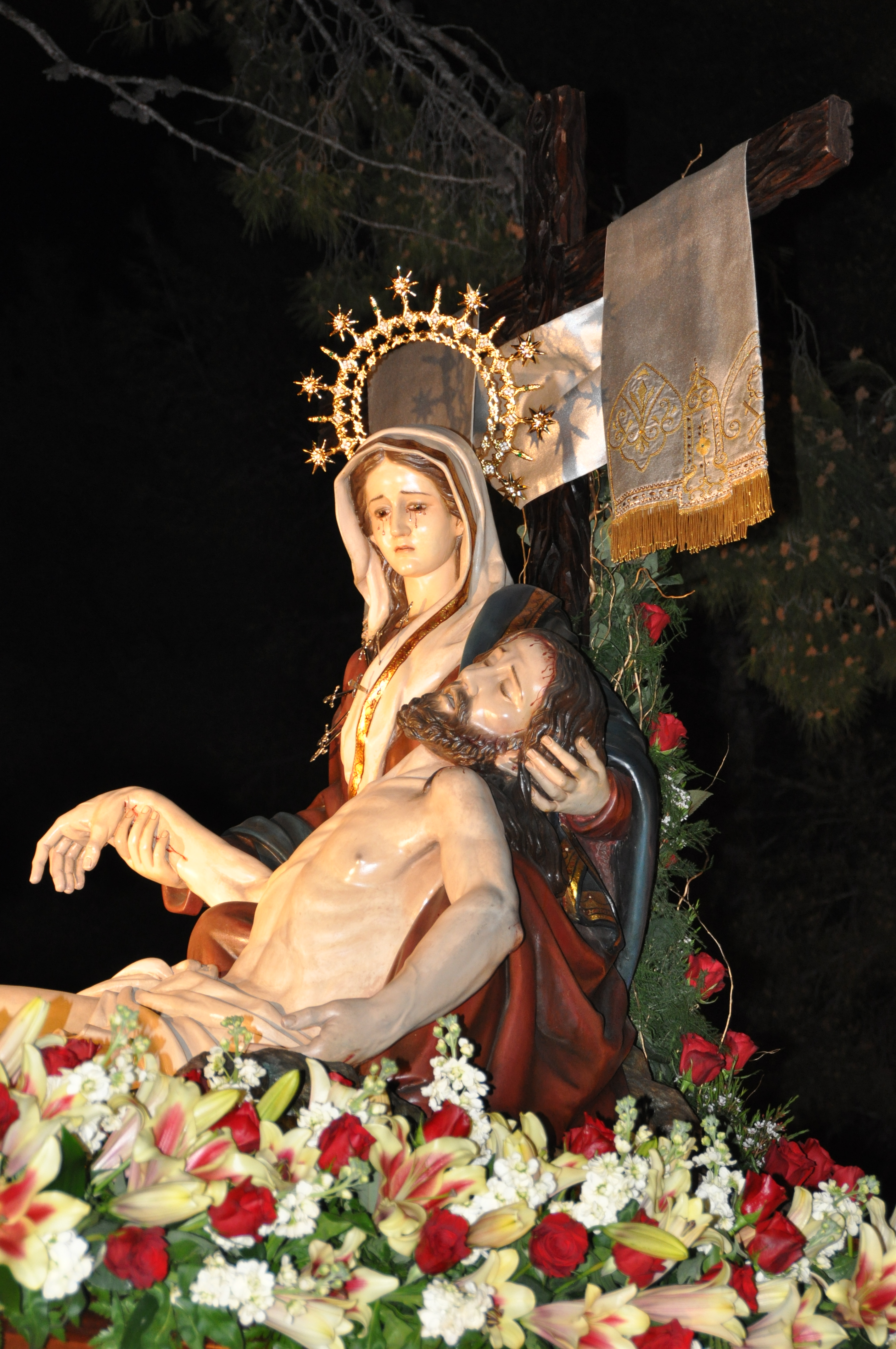
Nuestra Señora De Los Dolores De Monovar (José Maria Alarcon, 1946), Semana Santa Monovar.

 Además, desde hace más de 200 años, el Gobierno de la Nación concede los llamados "indultos de Semana Santa", a petición de las cofradías religiosas con motivo de esta festividad.

#### Andalucía
- En la Semana Santa en Jerez de la Frontera, en el Viernes de Dolores son características algunas veneraciones como la de la Hermandad del Mayor Dolor, así como el vía crucis de la Hermandad de las Angustias, la Salvación, la Borriquita, la Paz de Fátima o Amargura. Fruto de la gran tradición por la Semana Santa en Jerez también se celebran decenas de procesiones infantiles y juveniles "no oficiales" por diferentes barrios y zonas de la localidad, algunas de ellas organizadas en lo que en Jerez se llaman "asociaciones juveniles del viernes santo", las cuales se mantienen al margen del orden eclesiástico.
- En la Semana Santa en Córdoba procesiona la Fraternidad de la Providencia por las calles del casco histórico, también son muy característicos los Besamanos de María Santísima de la Paz, Santísimo Cristo de Gracia, Santísimo Cristo de la Misericordia, y sendos viacrucis por la feligresía cordobesa: Hermandad del Remedio de Ánimas, Hermandad de la Sangre o El Císter, Hermandad del Prendimiento. Además es muy singular este día visitar a la Virgen de los Dolores, señora de Córdoba.
- En la Semana Santa en Sevilla procesionan por distintos barrios de la ciudad, sin realizar la Carrera Oficial, un total de seis hermandades: Hermandad de Jesús de Nazaret (Pino Montano), Hermandad de la Misión, Hermandad del Cristo de la Corona, Hermandad de Pasión y Muerte, Hermandad del Dulce Nombre de Bellavista y Hermandad de Bendición y Esperanza. A estas hay que añadir la salida procesional de la Agrupación Parroquial Paz y Misericordia (Rochelambert).[2]
- En Carmona procesiona realizando la Carrera Oficial la Virgen de los Dolores (comúnmente conocida como "La Servita"), titular de la Orden Seglar de los Siervos de María.
- En Alcalá del Río, la Hermandad de la Soledad celebra, como culminación del Solemne Septenario a su titular, Ntra. Sra. de los Dolores en su Soledad Coronada, la Solemne Función Principal de Instituto, con Protestación de Fe, Ofrenda de Caridad y ofrenda floral. A pesar de ser un día laborable, el pueblo lo acoge como festivo, contándose por cientos las personas que participan en la Función. Ya en la noche, tras concluir el Septenario y la Procesión Claustral con Su Divina Majestad, la Santísima Virgen es expuesta en Devoto Besamanos, postrándose ante sus plantas cientos de devotos no sólo de la localidad, sino de distintos puntos de la comarca.
- En Fuente Vaqueros, Granada , realiza la carrera oficial Nuestra Señora de los Dolores desde la Iglesia Parroquial de la Encarnación.
- En La Rinconada , procesiona el Viernes de Dolores: Nuestra Señora de los Dolores Patrona y Alcaldesa perpetua de La Rinconada desde la Iglesia a su capilla para entronizarse en su paso de palio del próximo Sábado Santo.
- En Loja (Granada) el Viernes de Dolores Procesiona la Santísima Hermandad de la Virgen de los Dolores, de la orden Servita, esto es el inicio de la Semana Santa en Loja
- En Purchil - Vegas del Genil (Granada) sale procesionalmente la patrona, Nuestra Señora de los Dolores.
- En Málaga procesionan 3 Hermandades y una Pro-Hermandad:

La Cofradía del Medinaceli, situada entre los barrios de La Roca y Martiricos, ha sido la primera hermandad no agrupada en procesionar por los entornos de la catedral, asimismo, ha sido también la primera en pedir una solicitud para entrar en la Agrupación de Cofradías de Málaga. 
La Asociación de Fieles Despojado y Encarnación, en la barriada de Dos Hermanas, procesiona desde 2005 con dos imágenes; fruto de un culto privado, que al final se posicionó como culto público y llegó hasta lo que conocemos.
Actualmente salen desde un tinglado y realizan los cultos en una pequeña capilla abierta al público.
La Hermandad de Dolores del Puerto, que procesiona en entornos extradiarrales, es la segunda más antigua no agrupada que procesiona en las calles de Málaga.
Con dos imágenes, desde 1949, saca a sus titulares por el Distrito Puerto de la Torre, de ahí su nombre.
Y por último, la Hermandad de los Dolores de Churriana (Málaga), la más antigua no agrupada de la capital, cuenta con dos imágenes,(siendo el Nazareno la más antigua) que procesionan también en el extrarradio de Málaga, en el conocido barrio de Churriana.
- El municipio granadino de Orce celebra la festividad de su patrona, la virgen de los Dolores, con misa y procesión por las calles del pueblo al anochecer. Nueve días antes se celebra un novenario.
- En El Viso del Alcor la Hdad Sacramental de los Dolores celebra solemne función y besamanos en honor a la Santísima Virgen de los Dolores. Durante la semana anterior se celebra un septenario, un día por cada dolor, a dicha imagen.
- La Semana Santa en el Valle de Abdalajís, Málaga comienza con el Viernes de Dolores, al procesionar María Santísima de los Dolores, patrona de todos los vallesteros.
- En Cádiz, procesiona la Virgen de los Dolores de la Orden Tercera de los Servitas.

#### Asturias
- En la ciudad de Oviedo, se concluye el Triduo a Nuestra Señora de los Dolores celebrado en la parroquia de San Isidoro el Real en la que tiene su sede la Cofradía del Santo Entierro y Nuestra Señora de los Dolores. El triduo comienza el miércoles anterior al Domingo de Ramos y se cierra, como se ha dicho, el Viernes de Dolores con el rezo de la Corona de los Dolores seguido de la Misa Solemne. La Dolorosa custodiada en esta parroquia goza de especial devoción entre los ovetenses por lo que es conocida como la Señora de Oviedo.

#### Canarias

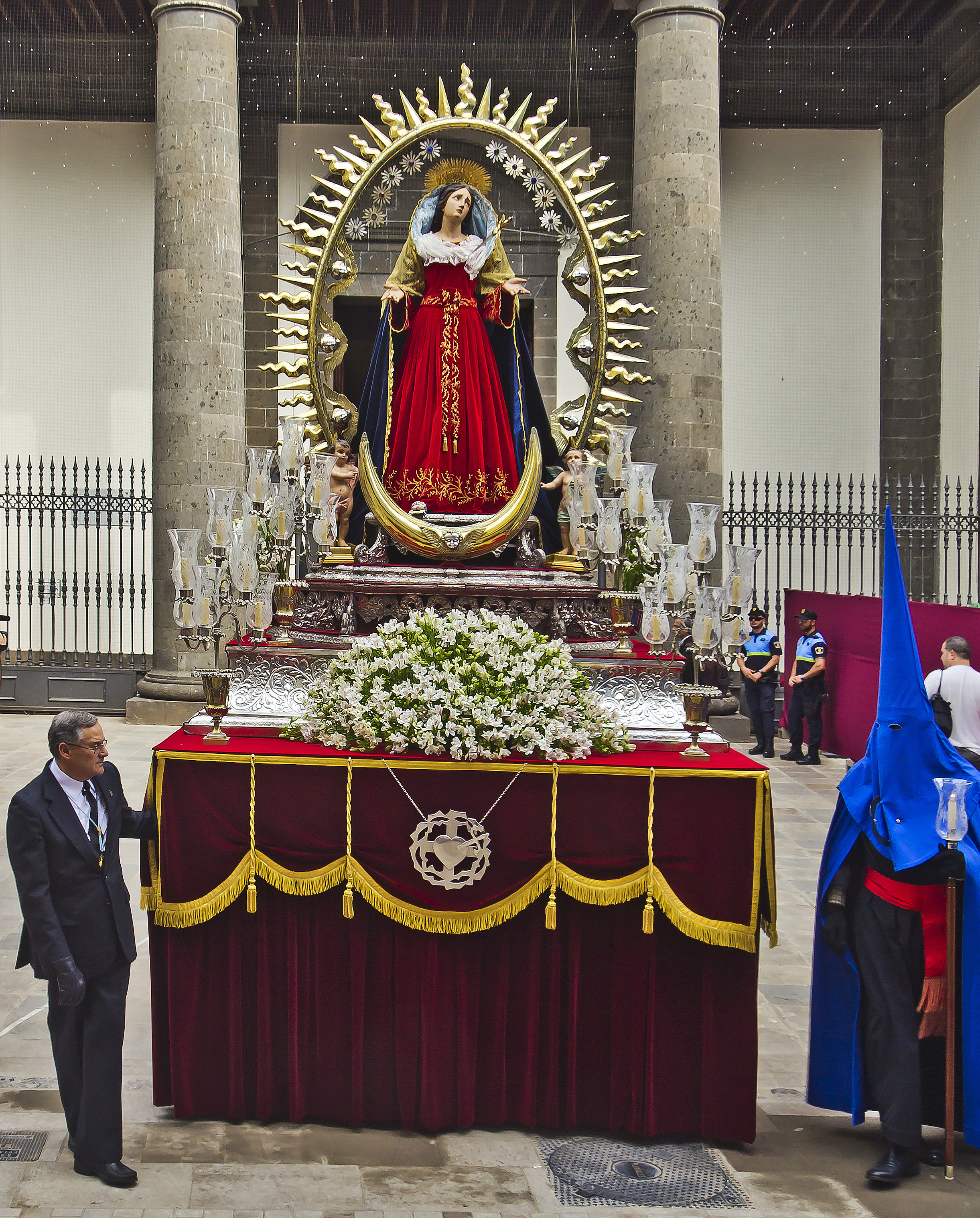
Procesión de la Virgen de los Dolores en San Cristóbal de La Laguna (Tenerife).

- En San Cristóbal de La Laguna (Tenerife), se celebra desde la Parroquia Matriz de la Concepción la procesión de Nuestra Señora de los Dolores ("La Predilecta") por las calles de la ciudad. Acompaña la procesión la Cofradía del Santísimo Cristo del Rescate y Nuestra Señora de los Dolores.[3]
- En Santa Cruz de Tenerife parte desde la Parroquia Matriz de la Concepción la procesión de Nuestra Señora la Virgen de los Dolores.[4]

#### Cataluña
- En la Semana Santa de Mataró

#### Castilla-La Mancha
- En Toledo, procesiona la Cofradía de Nuestra Señora de la Soledad, acompañada por 27 armados.

- En Ciudad Real, donde tiene lugar la procesión de la Virgen de los Dolores de Santiago, conocida popularmente como la Perchelera, que recorre las calles de su barrio anunciando a toda la ciudad la proximidad de las fechas de la Pasión, Muerte y Resurrección de su Hijo.
- Del mismo modo ocurre en la ciudad de Hellín (Albacete) cuando al anochecer se celebra el conocido "Vía Crucis de las Antorchas" que recorriendo el Camino de las Columnas llega hasta la Ermita del Monte Calvario, donde después se procede a la veneración del Crucificado y a las doce de la noche da comienzo la primera Tamborrada, dando así inicio a las celebraciones de la Pasión de Cristo.
- En Corral de Almaguer provincia de Toledo se celebra una solemne procesión a primera hora de la noche, sin banda de música, símbolo de dolor, tristeza.
- En Fuente el Fresno, donde tiene lugar el Vía Crucis del Cristo de la Piedad, llevado a hombros y acompañado de velas y cantos que acompañan a cada rezo de cada una de las 14 estaciones.
- En Atienza (Guadalajara) se celebra, a primera hora de la noche, una procesión. En ella salen la imagen de la Virgen de los Dolores, patrona de la villa, precedida de un rosario de sesenta faroles de vivos colores.
- En Abengibre, provincia de Albacete, se celebra un Triduo en honor a Ntra. Sra. de los Dolores, que finaliza el Viernes de Dolores. Este día, al atardecer, se celebra Santa Misa y procesión de Nuestra Señora de los Dolores por las calles del pueblo.
- En Montiel, después de la misa, la Virgen de los Dolores es portada a hombros por las mujeres de la localidad mientras de reza el Vía Crucis.

#### Castilla y León

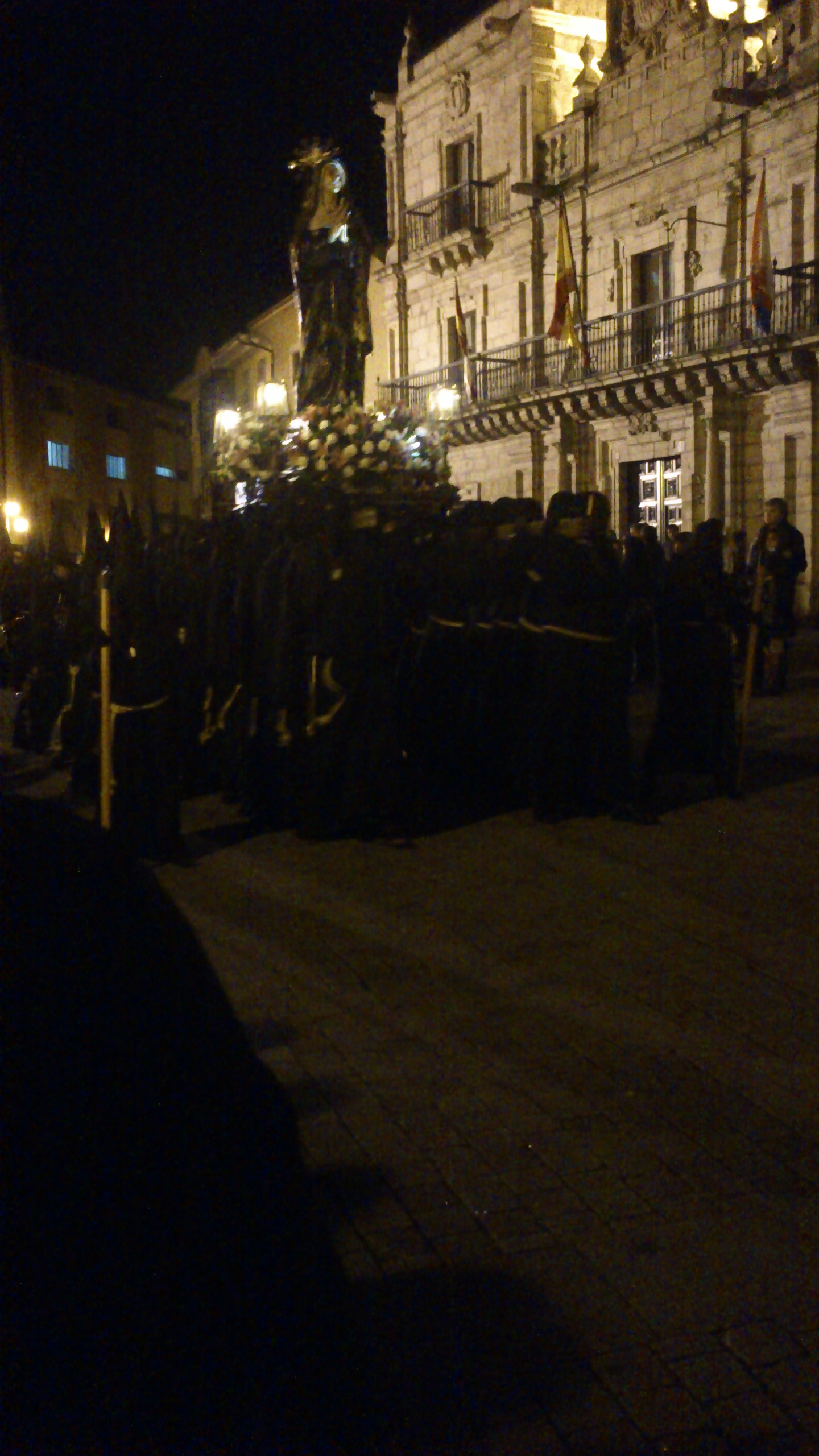
Virgen dolorosa en la procesión de los dolores de Ponferrada

- En León, también es celebrado el día de su antigua patrona, saliendo en procesión la Virgen del Mercado.
- En Salamanca, culmina la novena a la Dolorosa de la Cofradía de la Vera Cruz, celebrándose un Vía Matris con la procesión de dicha imagen.
- En Palencia hace su estación de penitencia el Cristo de la Sentencia por el barrio del Ave María.
- En Ponferrada procesiona La Dolorosa a cargo de la Hermandad  de Jesús Nazareno por el casco antiguo de la ciudad.
- En Valladolid este día comienzan las procesiones de Semana Santa, con el desfile de la Cofradía de la Exaltación de la Santa Cruz y Nuestra Señora de los Dolores que procesiona por el popular barrio de las Delicias para rezar un viacrucis. Anteriormente la Cofradía del Santo Entierro también ha salido en procesión yendo desde el Museo del Monasterio de San Joaquín y de Santa Ana, bajando hasta la cercana parroquia de San Lorenzo, donde se realiza el ejercicior  del Vía Crucis.
- En Ávila se inician los actos oficiales de la Semana Santa con la procesión del Vía Matris, organizada por la Cofradía del Santísimo Cristo de los Afligidos y Ntra. Sra. de la Paz. La procesión parte del Convento de Santa Teresa de Jesús y los hermanos visten túnica marrón 'carmelita' con capa y capucha s dbeige (no antifaz con capirote).
- En Zamora se celebra la Procesión del Santísimo Cristo del Espíritu Santo al cual le acompaña una gran multitud de personas.
- En Medina del campo el Viernes de Dolores es un día especial, los medinenses acompañan a Ntra. Sra. de las Angustias. Dicha imagen es la patrona y alcaldesa perpetua de la villa, el alcalde le cede el bastón de mando durante la celebración de la procesión, y al finalizar todo el pueblo fiel entona la salve ante la imagen de la madre.

#### Extremadura

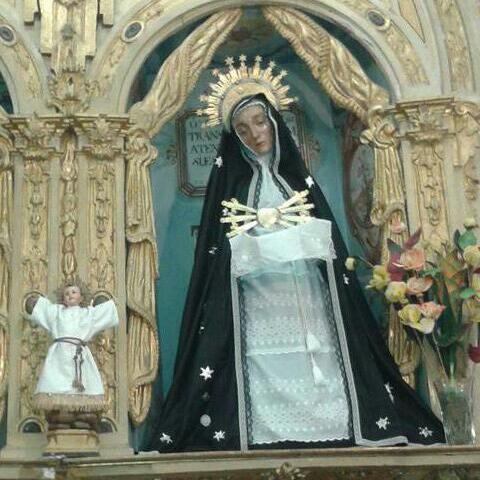
Ntra. Sra. de los Dolores, templo parroquial de la Asunción, Serradilla.

- Ntra. Sra. de los Dolores, templo parroquial de la Asunción, Serradilla.En Serradilla (Cáceres), se celebra(desde hace siglos) la procesión de los Faroles, en la que con faroles de Papel, portados en cañas, se alumbra a la Dolorosa. 9 días antes, se celebra la Novena de los Dolores(En la iglesia parroquial Ntra. Sra. de la Asunción) cantando cada día los 7 Dolores, a la Virgen.
- En Navas del Madroño (Cáceres), la Virgen de los Dolores,también conocida como "la Dolorosa", tiene muchos debotos. El Viernes de Dolores procesiona por las calles del pueblo. Las novenas a la Virgen de los Dolores son muy seguidas por los feligreses de la localidad. A mediados del siglo XX, en un incendio que hubo en la Iglesia parroquial de Ntra. de la O (Navas del Madroño), se quemó la antigua imagen de la Virgen de los Dolores junto a un Cristo Yacente atribuido a Martínez Montañés.

#### País Vasco
- Bilbao, la Virgen de los Dolores, popularmente llamada “La Dolorosa” procesiona por las calles del barrio de Abando, siendo así, la primera procesión de la Semana Santa en Bilbao.

#### Región de Murcia
- Águilas, igualmente celebra el día de su patrona, la Virgen de los Dolores, por la mañana se realiza una misa en honor a la patrona, seguido de una ofrenda floral por parte de los aguileños y aguileñas, ataviados con los trajes de huertanos y huertanas. A mediodía, durante los últimos años se celebra una feria de día, una idea de los jóvenes de la ilustrisima Cofradía de Nuestra Señora la Virgen de los Dolores, Jesús del Prendimiento y Oración en el Huerto. Por la tarde, se vuelve a realizar una misa, una vez terminada, en torno a las 21.00 horas aproximadamente tiene lugar la Solemne Procesión con la imagen de la Patrona, Nuestra Señora Virgen de los Dolores portada a hombros,acompañada por distintas agrupaciones musicales y los estandartes de todas las cofradías aguileñas.
- Cartagena, que celebra el día de su Patrona, la Virgen de la Caridad, vive en la madrugada de este día la que muchos consideran cronológicamente la primera procesión de la Semana Santa española, que parte a las cuatro de la madrugada de las inmediaciones de la Catedral y que es organizada por la Cofradía del Cristo del Socorro. A lo largo de todo el día se suceden en la ciudad actos oficiales y populares para honrar a su Santa Patrona. Igualmente tiene lugar una multitudinaria ofrenda floral, un viacrucis vespertino, y ya por la noche, la primera de las procesiones de la Cofradía California, con el Cristo de la Misericordia y María Santísima del Rosario en sus Misterios Dolorosos.
- Lorca. Empieza su Semana Santa, día grande de la Cofradía de la Hermandad de Labradores o paso azul de Nuestra Señora de los Dolores.
- Murcia, al igual que otros puntos de la Región, comienza su Semana Grande de Pasión con el Viernes de Dolores, en la que abre el cortejo de la Venerable Cofradía del Santísimo Cristo del Amparo y María Santísima de los Dolores, con sede en la Iglesia de San Nicolás de Bari de la Capital Murciana.
- Cehegín, la celebración de "Viernes de Dolores" comienza con la eucaristía en honor a la titular, Nuestra Señora de los Dolores, donde se produce el canto de los siete dolores a la Virgen, su particular pregón, por parte de la Cofradía de la Virgen de los Dolores, organizadora de los actos en la Iglesia de la Soledad y al finalizar el acto, transcurre por las estrechas calles del casco antiguo de Cehegín, declarado Conjunto Histórico por el Ministerio de Cultura, una solemne procesión al estilo de las antigua procesiones del municipio, portando el trono con el que procesionaria en siglos pasados, por los barrios de "Soledad", " "Mesoncico", "Puntarrón", "El hoyo", finalizando en la Iglesia de Santa María Magdalena.
- Yecla Este día comienza oficialmente en la ciudad de Yecla la Semana Santa con la procesión de las 7 palabras que parte de la Ermita de San Nicolás y desemboca en la Basílica de la Purísima, en ella procesionan 4 cofradías y los pasos de Ntra. Señora del Dulce Nombre y Stmo. Cristo de la Misericordia.

### Portugal
En Portugal, una de las celebraciones más conocidas es la Procesión de los Siete Dolores de Nuestra Señora, en Mafra.

### México

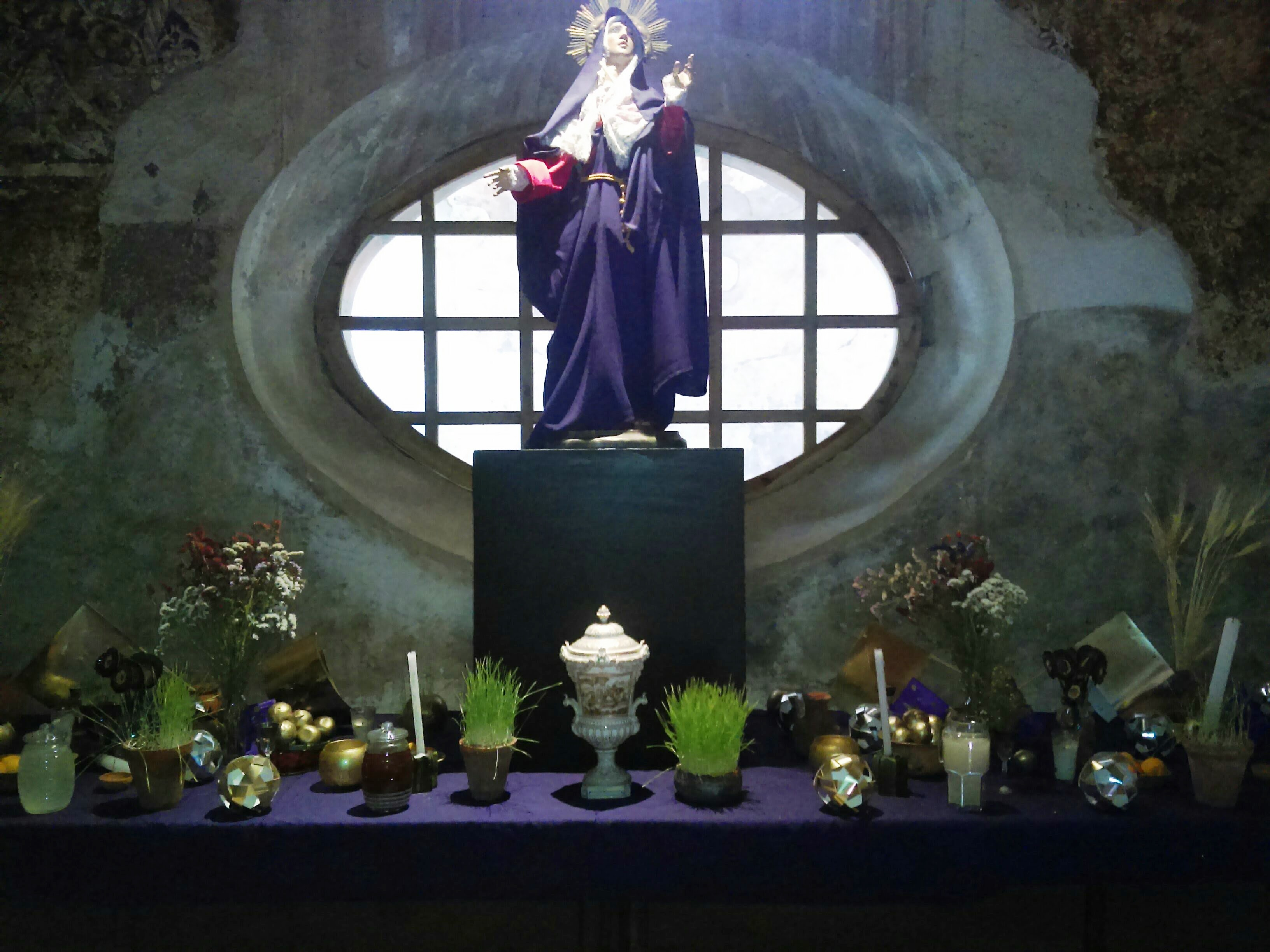
Altar de Dolores en el Templo y exconvento de San Nicolás de Tolentino en Actopan, Hidalgo.

En Colón, Querétaro se venera a la Virgen de los Dolores de Soriano, donde llegan hasta 100 000 personas ese día a la basílica de Virgen de los Dolores de Soriano. En el estado de Hidalgo en las localidades de Actopan, Pachuca y Epazoyucan se colocan Altares de Dolores.
En Santiago de Querétaro, Querétaro se celebra el Viernes de Dolores con una peregrinación de los fieles desde la Parroquia Del Misterio De Pentecostés hasta la Capilla de Nuestra Señora de los Dolores, ubicada en la colonia Villas Del Sol en el municipio de Querétaro, al llegar los fieles a la capilla se celebra la eucaristía y al final la veneración de la cauda de la virgen (los peregrinos pasan por debajo de la cauda).
En Jiménez (Chihuahua) se celebra el Viernes de Dolores el viernes que antecede a la Semana Mayor en la comunidad de la Hacienda de los Dolores, siendo esta una de las fiestas patronales de mayor arraigo y tradición en la región, donde se realizan mañanitas a la Virgen, se realiza peregrinación y cabalgata partiendo de la parroquia del Santo Cristo de Burgos en Cd. Jiménez a la capilla de Nuestra Señora de los Dolores en un recorrido que comprende 7 km, al llegar la procesión se celebra misa y se realiza una verbena popular .
En Guanajuato, Guanajuato siendo de las festividades más importantes de la ciudad y del estado se celebra el Viernes de Dolores levantando altares a la Virgen de Los Dolores, en las ventanas, patios de las casas y comercios. Los fieles reciben a los visitantes regalándoles agua frescas, paletas de hielo, nieve que representan las lágrimas de la Virgen María y la tradicional conserva de chilacayote.

### Perú
En Lima, Perú la Santísima Virgen de la Soledad tiene su día festivo el Viernes antes del inicio de la Semana Santa, siendo visitada por numerosos fieles desde la mañana hasta la noche, ganando numerosas indulgencias concedidas por el romano pontífice, los arzobispos, obispos y párrocos de la archidiócesis primada. Constituye el principal centro de devoción a los Dolores de María en todo el territorio peruano.
En numerosos templos de la Ciudad se realiza la celebración de este día, en la Basílica de la Merced, el Templo de San Agustín, la Basílica de San Francisco y la Basílica de la Vera Cruz, titular del Viernes Santo. 
El Viernes de Dolores marca el inicio de la Semana Santa Limeña, saliendo la procesión de Nuestra Señora de la Piedad acompañando las imágenes de Jesús Nazareno y el Santo Cristo del Auxilio hacia la Basílica Catedral.
En Arequipa, Perú Nuestra Señora de los Dolores recibe numerosas visitas en la Capilla de la Hermandad del Santo Sepulcro -  Templo de Santo Domingo, Nuestra Señora de las Angustias del Templo San Francisco festeja su solemnidad, y del templo La Recoleta Nuestra Señora de los Dolores "La Napolitana" Finaliza el rezo del septenario Doloroso en su honor
En Tarma - Perú: La Santísima Virgen de los Dolores sale en recorrido procesional por las principales calles de la ciudad, dando así inicio la Semana Santa en Tarma.
En Perú - Huacho: La Santísima Virgen de los Dolores sale en recorrido procesional por sectores de nuestra ciudad y en la cual la fe de todos se unen en una sola como Hermandad, dicha de paso la cual fue fundada en 1943, así como Viernes de Dolores nuestra Virgen acompaña al rey de reyes, el Señor del Triunfo del domingo de ramos, Jesús Nazareno, al Señor del Santo Sepulcro y al Cristo Resucitado; durante toda la Semana Santa aumentando el fervor de nuestros feligreses el Domingo de Pascua donde nuestra Madre Santísima hace caer su manto en forma de que Cristo ha resucitado.

### Nicaragua
En Managua, Nicaragua las solemnidades del inicio de la semana mayor se dan al bajar por la tarde del Viernes de Dolores a la venerada imagen conocida como la Sangre de Cristo que tiene su hogar en la catedral metropolitana de esa ciudad. Se trata de una antiquísima Imagen de Jesús crucificado y que ha convivido con los Nicaragüenses desde hace más 379 años.  Fue visitada por el papa Juan Pablo II en su última visita a este país centroamericano. 
Esta imagen recorre en un solemne vía crucis penitencial la avenida principal de la capital en la mañana del Viernes Santo y arriba a catedral de Managua acompañada por miles de fieles católicos que bajo el inclemente sol de verano acompañan a Jesús en su camino por la vía dolorosa.

### Guatemala
La celebración del Viernes de Dolores tiene una connotación diferente en Guatemala. Primero está la celebración de la Huelga de Dolores que consiste en un desfile bufo organizado por los estudiantes de la Universidad de San Carlos de Guatemala desde el año 1898. Cada años se organiza con un enfoque diferente, pero el tema siempre está relacionado con la política y la denuncia social. Existe además  Viernes de Dolores (Novela) por el escritor guatemalteco Miguel Ángel Asturias, que, entre otras cosas, describe la organización del desfile.

### Venezuela

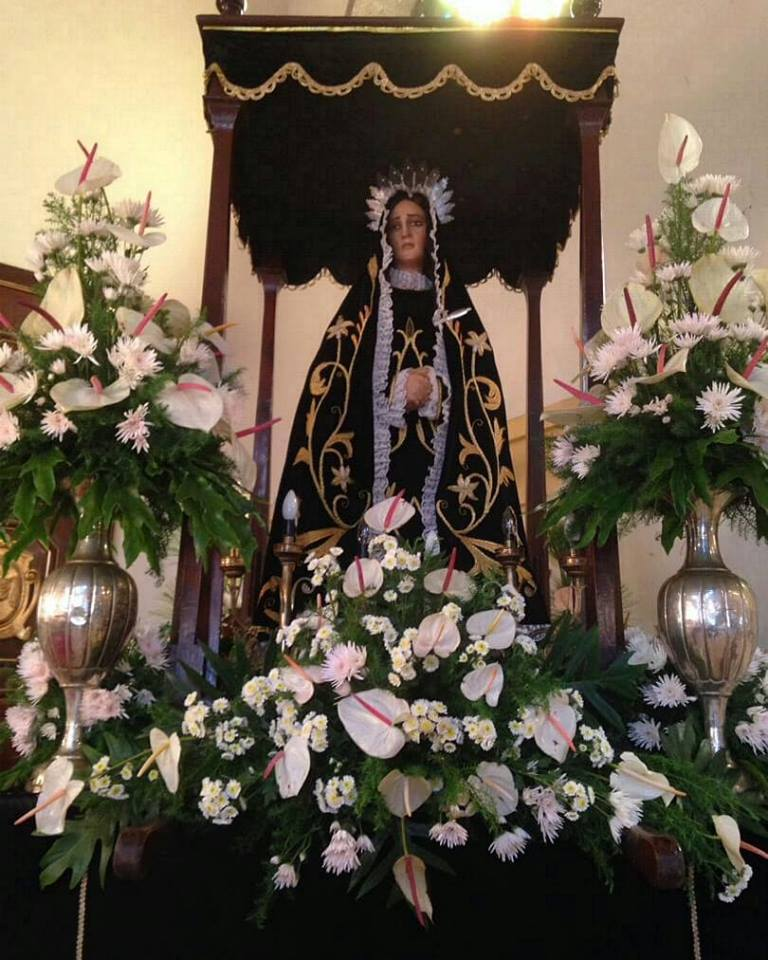
Nuestra Señora de los Dolores - Catedral de Carúpano - Venezuela

El Viernes de Dolores o Viernes de Pasión, también conocido anteriormente como el Viernes de Concilio, da inicio a la conmemoración de la muerte de Cristo en el Calvario. Recuerda el sufrimiento que acompañó a María durante la muerte de su hijo.
“Con el Viernes de Dolores en el tiempo de cuaresma que culmina el Miércoles Santo y días previos a "Domingo de Ramos"; nos indica que es tiempo de preparación para la conmemoración de la Pasión, Muerte y Resurrección de Nuestro Señor. Es una invitación que nos hace la Iglesia de disponernos para celebrar estos misterios y para participar en lo que son las liturgias de la Iglesia católica”.